# Харрис, Патриция
Патриция Робертс Харрис (англ. Patricia Roberts Harris; 31 мая 1924 года, Маттун, штат Иллинойс, США — 23 марта 1985 года, Вашингтон, США) — шестой министр жилищного строительства и городского развития США и тринадцатый министр здравоохранения, образования и социального обеспечения (который был переименован в министра здравоохранения и социальных служб США в период нахождения её на этом посту) в администрации президента США Джимми Картера. Она была первой афроамериканкой, работавшей в Кабинете США, а также вошедшей в список порядка наследования президентских полномочий в США. До этого она работала послом США в Люксембурге (1965—1967) во времена президентства Линдона Джонсона, при этом также став первой афроамериканкой в должности посла США.

## Биография
Патриция Робертс родилась в Маттуне, в штате Иллинойс и была дочерью официанта вагона-ресторана. В 1945 году она окончила с наибольшим почётом («су́мма кум ла́уд») Говардский университет. До этого, в 1943 году, она была избрана в общество «Фи-Бета-Каппа», а также приняла участие в одной из первой национальной сидячей демонстрации. Там она встретила Уильяма Бисли Харриса — члена юридического факультета Говардского университета, за которого вышла замуж в 1955 году. В 1949 году на окончила аспирантуру в Чикагском и Американском университетах. До 1953 года она работала помощником директора Американского совета по правам человека. Она была первым национальным руководителем женского общества «Дельта-Сигма-Тета». Позднее, в 1960 году, Робертс получила степень «доктора юридических наук» в школе закона при университете Джорджа Вашингтона, заняв первое место среди 94 человек в классе.
Харрис недолго проработала в министерстве юстиции США до того, как она в 1961 году вернулась в Говардский университет в качестве заместителя декана по делам студентов и лекций по юриспруденции Говардской школе права. В 1963 году она получила повышения до полного профессора, а в 1969 она была назначена деканом школы закона Говардского университета.
Её первая должность в правительстве США была в качестве юриста в апелляционном и исследовательских отделах уголовного подразделения министерства юстиции США в 1960 году. Там она встретила и завязала дружбу с Робертом Кеннеди — новым главным прокурором. В 1963 году Джон Кеннеди назначает Патрицию Харрис сопредседателем Национального женского комитета за гражданские права.
В 1964 году Харрис была избрана делегатом от округа Колумбия на Демократическую национальную конвенцию. Она работала в президентской кампании Линдона Джонсона и поддержала его кандидатура на Демократической конвенции 1964 года. Вскоре, после победы Джонсона, она назначил её на должность посла в Люксембурге, на которой она проработала с 1965 по 1967 годы. После своей работы в качестве декана Говардской школы права с 1969 по 1972 годы, она стала работать в одной престижной юридической фирме в Вашингтоне.

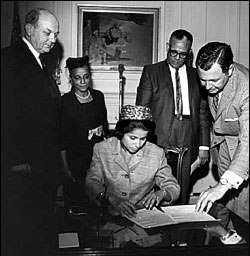
Патриция Харрис на церемонии назначения её в качестве посла США в Люксембурге.

В 1971 году Харрис была назначена директором IBM.
Харрис продолжила оказывать влияние на Демократическую партию, когда в 1972 году она была назначена председателем мандатной комиссии и особым членом в Демократическом национальном комитете в 1973 году. Наивысшим образом она показала свой профессионализм при президенте Джимми Картере, когда он её назначил на две должности в Кабинете США.
Харрис была представлена в Кабинет США после того, как в 1977 году в должность президента США вступил Джимми Картер. Таким образом, она стала первой в истории США афроамериканкой, внесённой в список порядка наследования полномочий президента США под номером 13. В период 1977-1979 годы она работала в качестве министра жилищного строительства и городского развития США, а в 1979 она стала министром здравоохранения, образования и благосостояния.
После того, как 4 мая 1980 году вступил в силу акт об организации министерства образования, функции по образованию министерства здравоохранения, образования и благосостояния перешли в министерство образования США. Должность, которую на тот момент занимала Харрис, была переименована в министра здравоохранения и социальных служб США. Эту должность она занимала до тех пор, пока не истекли полномочия президента Джимми Картера в 1981 году. Постольку, поскольку министерство было просто переименовано, а не распущено в связи с образованием нового, она не столкнулась снова с подтверждением её кандидатуры на должности министра.
Харрис безуспешно баллотировалась в мэры города Вашингтона 14 сентября 1982 года, уступив действующему на тот момент мэру Мэриону Барри. В том же году она была назначена постоянным профессором в Национальном юридическом центре Джорджа Вашингтона. Эту должность она занимала до самой своей смерти. Патриция Харрис скончалась от рака молочной железы 23 марта 1985 года в возрасте шестидесяти лет. Она была похоронена на кладбище «Рок-Крик» города Вашингтона.